# 北海道芸術花火
北海道芸術花火（ほっかいどうげいじゅつはなび）は、北海道札幌市東区にあるモエレ沼公園で毎年9月に開催されている花火大会。

## 概要
札幌市のモエレ沼公園で開催される大規模な花火イベント。モエレ沼公園はイサム・ノグチが設計した公園で、美しい自然とアートが融合した場所。広大な公園の奥行や、「大地の彫刻」とも言われる起伏をいかした立体的な演出を楽しめる。国内最高峰花火師たちの玉を贅沢に組み合わせ、ノンストップ約60分の芸術花火プログラムを楽しめる。
「音楽」と「花火」を掛け合わせた花火エンターテインメントの先駆けである『芸術花火』シリーズは、2012年に北海道札幌市モエレ沼公園で実施された『モエレサマーフェスティバル』から始まり、2014年に同公園で実施された『モエレ沼芸術花火』で『芸術花火』として確立した。
2024年から名称を変更し、「北海道芸術花火」として、北海道から世界へをテーマに開催されている。
広大な公園の敷地を活かし、光と音がシンクロするダイナミックな花火ショーを観覧できる。他では見られない3D演出や、長年愛される名曲に合わせて花火が楽しめるのも、人気の理由のひとつ。

## 大会概要
- 2018年9月8日 - 台風21号や北海道胆振東部地震による被害で中止
- 2019年9月7日 - 昨年打ち上げが叶わなかった分まで国内最高峰の花火師たちのドリームチームで「競技会用新作玉」を使用し開催される
- 2020年9月5日 - 感染予防対策を実施し、5,000席限定開催
- 2021年9月4日 - 緊急事態宣言中の開催だったが5,000席限定で無事終了
- 2022年9月3日 - 札幌市政100周年、モエレ沼芸術花火10周年記念
- 2023年9月2日 - 11年目の新たなステージへ、開催地である「北海道」を冠して「北海道モエレ芸術花火」と名称変更
- 2024年9月7日 - 「北海道から世界へ」を目標に「北海道モエレ沼芸術花火」から「北海道芸術花火」に生まれ変わる。史上初のヒューマンビートボックスと花火の共演。北海道を拠点として活動しているヒューマンビートボックスクルー「4thGAS」と日本最高峰の花火を綿密に計算してシンクロさせた

## セットリスト

### 2023年
1. サザンオールスターズ45周年祝砲花火「サザンオールスターズ/盆ギリ恋歌」[1]
2. Elvis Presley＆Stuart Price/I Got a Feelin`in My Body（2023年）
3. 米津玄師/KICK BACK（2022年）
4. 少女時代/Gee（2009年）
5. Public Enemy/He Got Game(Feat.Stephen Stills)（1998年）
6. 藤井風/優しさ（2020年）
7. Alexandros/ワタリドリ/Dracula La（2015年）
8. Armin van Buuren/Great Spirit（2016年）
9. YOASOBI/アイドル（2023年）
10. Rina Sawayama/Eye For An Eye（2023年）
11. King Gnu/Stardom（2023年）
12. Sarah Brightman/Sarai Qui feat.Alessandro Safina (Live InStephansdom,Vienna,Austria)（2014年）
13. サザンオールスターズ/みんなのうた（※1989年）
14. ルイ・アームストロング/We Have All The Time In The World（1969年）

### 2024年
1. Little Mix/Power（2016年）
2. September-from DreamWorks Animation`s “TROLLS” Justin Timberlake/Anna Kendrick Earth,Wind＆Fire（1978年）
3. Creepy Nuts/Bling-Bang-Bang-Born（2014年）
4. 和ぬか/進め!そっちだ!（2022年）
5. 山下達郎/さよなら夏の日（1991年）
6. Scott Bradlee`s Postmodern Jukebox/Smooth Criminal ft.Aubrey Logan（2016年）
7. KAN/愛は勝つ（1990年）
8. サザンオールスターズ/DIRTY OLD MAN 〜さらば夏よ〜（2018年）
9. Ado/唱（2024年）
10. IL Divo/Pour Que Tu M`aimes Encore（2003年）
11. 玉置浩二/JUNK LAND（1997年）
12. Selena Gomez/Lose You To Love Me（2020年）

情報源：